# Stefano Pittaluga
Stefano Pittaluga (Campomorone, 2 febbraio 1887 – Roma, 5 aprile 1931) è stato un produttore cinematografico e editore italiano.

## Biografia
Originario di Campomorone, località dell'interno alle pendici degli Appennini limitrofa al comune di Genova, fu un giovane distributore e il primo tycoon italiano. Pittaluga intraprende a partire dal 1911 l'attività di noleggiatore di film, ottenendo l'esclusiva di alcune pellicole americane per il territorio della Liguria. Costituisce quindi, nel giugno del 1913, la ditta in accomandita Stefano Pittaluga.
Lo scoppio della prima guerra mondiale segna la fine del periodo d'oro del cinema italiano, che negli anni precedenti aveva goduto di una posizione di primo piano sui mercati cinematografici internazionali. L'aumento dei costi di produzione determinato dall'avvento del lungometraggio favorisce nel dopoguerra l'affermazione di un nuovo modello di impresa cinematografica, esemplificato efficacemente dagli Studios hollywoodiani, basato sull'integrazione verticale, attraverso il controllo dell'intera filiera, dalla produzione alla distribuzione, fino all'esercizio delle sale cinematografiche. Nel 1919 le principali case cinematografiche italiane tentano di frenare la crescente importazione di pellicole americane in Italia attraverso la costituzione di un consorzio, l'Unione Cinematografica Italiana, sostenuto finanziariamente dalla Banca Commerciale Italiana e dalla Banca Italiana di Sconto. L'iniziativa si rivela tuttavia un sostanziale fallimento, data la sempre più evidente arretratezza tecnologica e gestionale delle imprese italiane.
È Pittaluga il primo imprenditore cinematografico italiano a fare tesoro della lezione rappresentata dal successo del modello americano. Grazie alla scelta indovinata di puntare sulla distribuzione in esclusiva delle principali produzioni europee e americane, riesce nei primi anni del dopoguerra a conquistare una posizione di assoluto rilievo nel segmento della distribuzione, acquisendo il controllo di un circuito di sale che copre buona parte del territorio nazionale: Veneto, Friuli, Piemonte, Liguria, Lombardia, Emilia, Romagna, Toscana, Lazio, Sicilia, Campania. Nel marzo del 1919 costituisce a Torino, insieme a un gruppo di finanziatori, la Società anonima Stefano Pittaluga (SASP), nella quale viene concentrata l'attività di distribuzione, mentre l'acquisto, la cessione e la locazione delle sale cinematografiche è affidata alla Società immobiliare cinematografica italiana. Alla metà degli anni venti, raggiunta una posizione quasi monopolistica nel settore della distribuzione, con una quota di mercato pari a circa l'80%, Pittaluga porta infine a compimento la propria strategia d'integrazione verticale entrando nel segmento della produzione, prima attraverso l'acquisizione della Fert Film (1922) e della Rodolfi Film (1923) di Torino e, successivamente, rilevando, nel 1926, la Cines di Roma, una delle più longeve case di produzione italiane. Nel febbraio del 1927 il processo di concentrazione dell'industria cinematografica italiana sotto il controllo di Pittaluga raggiunge infine il picco con l'acquisizione da parte della Banca commerciale italiana dell'UCI (Unione cinematografica italiana) e del circuito di sale da essa controllata.
A partire dal 1913, inizio della sua attività, fino al 1930, portò la SASP (la sua società) ad avere il controllo di circa duecento sale cinematografiche.
Al tempo del cinema muto, fu uno dei fautori e sostenitore del passaggio al sonoro, tanto è vero che inserì nelle sue sale marchingegni per diffondere l'audio, suggerendo sul piano legislativo meccanismi a sostegno del cinema nazionale.
Nel 1929 Pittaluga entrò come socio degli stabilimenti cinematografici della Cines, rilevandone l'80% delle azioni. Tra le sue produzioni cinematografiche si ricorda il film: La canzone dell'amore (1930) di Gennaro Righelli, primo film sonoro italiano e i film della commedia leggera di registi quali Guido Brignone e Goffredo Alessandrini oltre che le prime innovative prove di Alessandro Blasetti e Mario Camerini.
L'avvento del film parlato alla fine degli anni venti impone alle imprese del gruppo Pittaluga un rilevante aggiornamento tecnologico, che richiede nuovi investimenti per la conversione dei teatri di posa e per l'acquisto di apparecchiature più sofisticate di registrazione e di proiezione. Il problema più rilevante è però quelle delle barriere linguistiche: per essere esportate, le pellicole devono essere adattate ai differenti mercati nazionali, con un conseguente aumento dei costi di produzione, per il doppiaggio e la sincronizzazione dei film. Il sonoro comporta particolari problemi, soprattutto nel settore della distribuzione: le pellicole sonore non hanno lo stesso rendimento economico dei film muti, da una parte perché sono in lingua straniera e quindi non completamente adatte alla programmazione per il pubblico italiano, e dall'altra perché non possono essere proiettate in buona parte delle sale cinematografiche italiane, non ancora attrezzate per il sonoro. L'esportazione di pellicole italiane, già notevolmente diminuita, cessa quasi del tutto, non solo perché i pochi stabilimenti di produzione esistenti non sono dotati delle attrezzature necessarie per girare con il sonoro, ma anche perché il film parlato italiano fatica a raggiungere lo stesso livello di diffusione e apprezzamento che era stato conquistato con il film muto durante gli anni dieci.
Nel 1929 Pittaluga, in parte indotto dalle sollecitazioni e dalle promesse di sostegno economico del regime fascista, interessato a un rafforzamento del cinema italiano soprattutto in chiave propagandistica, avvia la trasformazione del vecchio stabilimento Cines di via Veio a Roma, il cui primo nucleo risaliva al 1905, attrezzandolo con i più moderni impianti per la produzione di film sonori; l'operazione è resa possibile grazie al sostegno finanziario della Banca commerciale italiana, divenuta ormai il principale azionista della SASP insieme a Pittaluga.
Attento alla dimensione commerciale, l'imprenditore cinematografico privilegia una produzione popolare, composta soprattutto da commedie, film musicali, riduzioni operistiche e melodrammi, quasi sempre di derivazione letteraria e teatrale. Fra il 1930 e il 1931, sotto la sua direzione vengono prodotte una decina di pellicole sonore, che rappresentano l'intera produzione cinematografica italiana in questo periodo.
Fu anche editore musicale, fondando l'omonima casa di edizioni musicali che, tra gli altri brani, pubblicò il successo Parlami d'amore Mariù.
Pittaluga muore a Roma il 5 aprile 1931a causa di un tumore. È sepolto nel Cimitero monumentale di Torino.
Alessandro Blasetti, nell'epitaffio su Il Tevere del 7 aprile 1931, così scrisse:
A Genova una sala cinematografica di corso Buenos Aires è stata a lungo intitolata a lui, prima di cambiare nome in Odeon. A seguito dell'ultima ristrutturazione nel 2003, il gestore ha ribattezzato le due sale in funzione "sala Pitta" e "sala Luga" in omaggio al personaggio che tanto diede al cinema italiano delle origini.

## Filmografia come produttore (parziale)
- Maciste e il nipote d'America, regia di Eleuterio Rodolfi (1924)
- Caporal Saetta, regia di Eugenio Perego (1924)
- Maciste all'inferno, regia di Guido Brignone (1926)
- Villa Falconieri, regia di Richard Oswald (1929)
- La canzone dell'amore, regia di Gennaro Righelli (1930)
- Nerone, regia di Alessandro Blasetti (1930)
- Resurrectio, regia di Alessandro Blasetti (1931)
- La segretaria privata, regia di Goffredo Alessandrini (1931)
- Assisi, regia di Alessandro Blasetti (1932)